# 大浦猛
大浦　猛（おおうら たけし、1919年8月9日 -2001年12月15日）は、日本の教育哲学者。元山梨県立女子短期大学学長。

## 経歴
富山県滑川市出身。東京文理科大学教育学科卒。1945年青森青年師範学校講師、46年助教授、47年教授、1949年東京高等師範学校助教授、1952年東京教育大学助教授、66年教授、1962年「ジョン・デューイにおける初期教育思想の形成 実験主義教育思想の成立過程」で東京教育大学文学博士。1974年埼玉大学教育学部教授、84年定年退官、創価大学教授ののち、山梨県立女子短期大学長を歴任。専門は、教育哲学、デューイ研究。
東京教育大学在職中、筑波移転に反対し、その意思を表明する意味で埼玉大学に移籍した。日本デューイ学会会長、教育哲学会理事長などを務めた。

## 著書
- 『教育社会学』教育出版文化社、1950
- 『学校社会学』明治図書、1950
- 『教育と社会 教育社会学の諸問題』東洋館、1952
- 『教師と政治　教育活動における積極的中立性』新日本教育協会、1955
- 『実験主義教育思想の成立過程　デューイにおける初期教育思想の形成』刀江書院、1965
- 『特別教育課程の基礎理論』明治図書、1968
- 『教育原理』山文社1985
- 『教育の本質と目的』学芸図書、1991
- 『生きることと学ぶこと 生涯学習を考える』学芸図書 1994

### 共編
- 『子どもの社会性を育てる』小島忠治共編　東洋館出版社 1953
- 『生活指導のための学級話しあい活動』大野連太郎共編 明治図書出版 1958
- 『子どものみた100の人びと』石田佐久馬,杉山正一共編 東洋館出版社 1960
- 『学級担任教師の読書指導』竹ノ内一郎,古谷竹三郎共著 文教書院 1966
- 『教育原理研究』伊藤和衛,宮原兎一共編 明治図書出版 1967
- 『中学校学級経営の理論と実践』古谷竹三郎共編 新光閣書店 1972
- 『教育学研究全集 1 人間像の探究』第一法規出版 1976
- 『豊かな人間性を育てる中学校学年・学級経営』古谷竹三郎共編 新光閣書店 1977
- 『実験学校の理論』明治図書、1977
- 『中学校集団活動と生徒指導の実践』古谷竹三郎共編 新光閣書店 1982
- 『教職教養教育学』山文社 1990